# Criștioru de Jos
Criștioru de Jos is een Roemeense gemeente in het district Bihor.
Criștioru de Jos telt 1470 inwoners.